# Grønn Ungdom

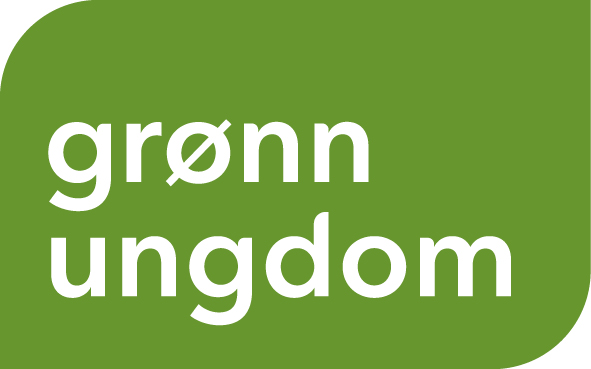
Logo, 2013

Grønn Ungdom (kurz GU; nynorsk: Grøn Ungdom; deutsch: Grüne Jugend) ist die Jugendorganisation der norwegischen Partei Miljøpartiet De Grønne (MDG). Die nationalen Sprecher sind Margit Martinsen und Tobias Stokkeland. Der Verband wurde im Jahr 1996 gegründet.

## Positionen
Die Organisation hat das gleiche politische Programm wie ihre Mutterpartei. So spricht sie sich für das Ende der Erdöl- und Erdgassuche im norwegischen Seebereich aus. Zudem soll die norwegische Ölindustrie zurückgefahren und schließlich ganz eingestellt werden. Im Juni 2019 schlug die Landesversammlung ein System vor, bei dem jeder Norweger jedes Jahr nur bei drei Flügen Passagier sein dürfte und eine feste Abgabe für jeden Flug gezahlt werden müsste.
Im Bereich der Einwanderungspolitik spricht sich der Verband dafür aus, dass Asylbewerber leichter eine Arbeitserlaubnis erhalten sollen. Weiter setzt sich Grønn Ungdom für ein Verbot von retuschierter Reklame, die ein unrealistisches Körperideal erzeuge, ein.

## Organisation
Der Vorstand der Organisation besteht aus zwei Sprechern und einem Generalsekretär. Die beiden Sprecher sind dabei immer unterschiedlichen Geschlechts. Grønn Ungdom ist Mitglied in der Federation of Young European Greens und der Internationalen Grünen Jugend. Von 2013 bis 2020 stieg die Zahl der Mitglieder von 468 auf 907 an.